# Układ statyczny
Układ statyczny (układ bezinercyjny) – w przeciwieństwie do układu dynamicznego jest układem, w którym nie można wyróżnić żadnych zmiennych stanu.
Układ statyczny nie zawiera w sobie żadnych części inercyjnych, które mogłyby powodować gromadzenie energii (np. kondensatorów, sprężyn itp. – zob. też stan układu); układ taki jedynie rozprasza energię.
Do opisu układów statycznych stosuje się zwykle charakterystykę statyczną, która przedstawia (zwykle stałą, tzn. niezależną od czasu) relację pomiędzy sygnałem na wejściu i wyjściu układu. Rozpatrywanie charakterystyk czasowych w kontekście układu statycznego nie ma sensu, gdyż nie mówią one nic o układzie, w którym nie ma żadnych zmiennych stanu.

## Przykłady
Przykładem takiego układu może być rezystor albo układ dźwigni mechanicznych o pomijalnie małej bezwładności.